# Desa Seuseupan (administrativ by i Indonesien, Jawa Barat, lat -6,90, long 108,63)
Desa Seuseupan är en administrativ by i Indonesien.   Den ligger i provinsen Jawa Barat, i den västra delen av landet, 210 km öster om huvudstaden Jakarta.